# Воленцин (Куявсько-Поморське воєводство)
Воленцин (пол. Wolęcin) — село в Польщі, у гміні Кікул Ліпновського повіту Куявсько-Поморського воєводства.
Населення — 228 осіб (2011).
У 1975-1998 роках село належало до Влоцлавського воєводства.

## Демографія
Демографічна структура станом на 31 березня 2011 року:
|          | Загалом | Допрацездатний вік | Працездатний вік | Постпрацездатний вік |
| -------- | ------- | ------------------ | ---------------- | -------------------- |
| Чоловіки | 115     | 32                 | 71               | 12                   |
| Жінки    | 113     | 26                 | 58               | 29                   |
| Разом    | 228     | 58                 | 129              | 41                   |